# قصر ديل تي

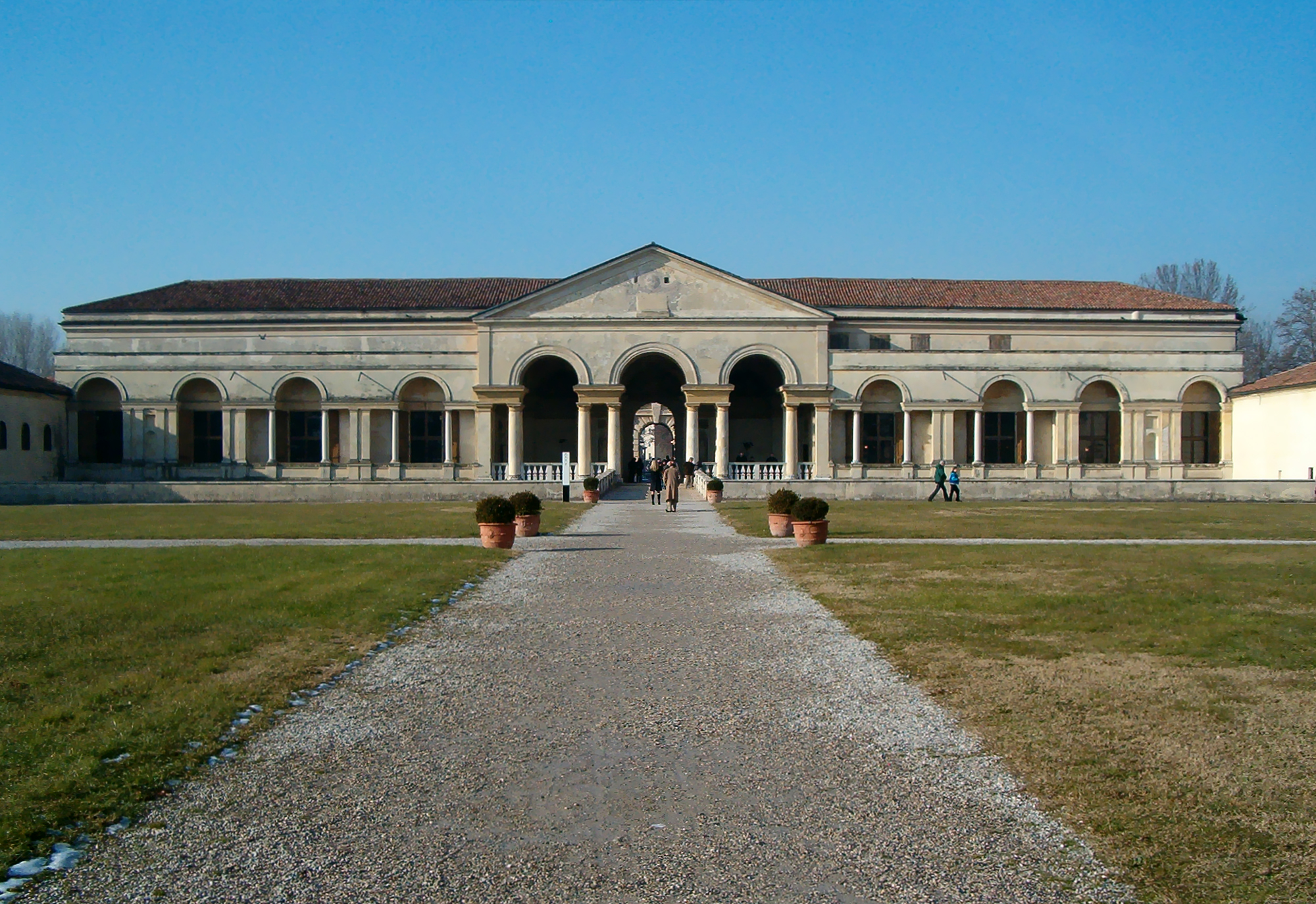
بالاتسو ديل تي

بالاتسو ديل تي (بالإيطالية: Palazzo del Te)‏ هو قصر في ضواحي مانتوفا في إيطاليا. يعد مثالاً جيداً على الأسلوبية من الهندسة المعمارية وأعلن تحفة فنية لجوليو رومانو.